# Saiunkoku Monogatari
Saiunkoku Monogatari (彩雲国物語?) es una novela ligera de Sai Yukino que luego fue adaptada a manga y anime.

## Argumento
Saiunkoku es un país legendario situado en la antigua China, dividido en 8 reinos a los cuales cada uno corresponde un color. El Imperio es gobernado por la familia Púrpura, un color designado en el oriente para la realeza, siendo el color marrón el representante de la provincia más sencilla. Comienza la historia cuando la heroína, Shuurei es contratada por un consejero real para ayudar al emperador a convertirse en un gobernante responsable ya que le deja todo el trabajo a sus ministros, mientras él se pasea por palacio. Pero el sueño de Shuurei va más allá de ser una concubina o la sombra de un hombre poderoso, y con la ayuda de la gente que la apoya, conseguirá lo que ninguna otra mujer consiguió hasta ese momento en Saiunkoku.

## Personajes
- Shuurei: pertenece a la familia Ko, una de las más respetadas de los ocho reinos. Es una chica muy inteligente cuya madre falleció cuando aun era pequeña y quedó a cargo de su padre, que se desempeña como tesorero del palacio real. Al igual que su madre es excelente tocando el Erhu.

A ella la conocemos como maestra de una escuela, todos quien la conocen la admiran y la adoran. Cuando era una niña su familia adoptó a Seiran (lo encontraron en la nieve) y con el tiempo él se ha vuelto su guardián; con el tiempo se convierte en un oficial de la corte para ayudar a las personas y hace todo lo posible para apoyar a Ryuuki como emperador. 
Unos de sus papeles más importantes lo desempeña como gobernadora de la provincia Sa y luchando contra una secta que la culpa del surgimiento de una enfermedad que afecta a la provincia Sa. 
- Ryuuki: Emperador de Saiunkoku. El menor de varios hermanos, siempre fue maltratado por ellos y por su madre. Solo uno de sus hermanos le trató bien, el segundo mayor de ellos (Seien) pero este fue desterrado debido a maquinaciones de los consejeros reales. En un principio se ignora su paradero e incluso hay quien piensa que murió. Al pasar los años, los hermanos de Ryuuki fallecen debido a que se descubre el complot, con lo que el muchacho se convierte en emperador. Es un muchacho añiñado y aparentemente sin conocimientos, por lo que uno de sus consejeros decide contratar a Shureei para que le enseñe a comportarse. Ryuuki se enamora de ella, y la salvará en más de una ocasión. Mientras Shureei viven en el palacio tiene el rumor de que el emperador le gustan los hombres, pero Ryuuki lo desmiente pues más de una vez él le pide dormir con ella (solo eso, no piensen mal); algo muy curioso es que él se hace el tonto pues no tiene la intención de gobernar (sin embargo hay que destacar que es un joven realmente inteligente, astuto y tenaz, además de ser una persona sumamente amable y gentil). Es por Shureei que decide cambiar y tomar con seriedad su papel de emperador, confiesa lo que siente por ella y en más de una ocasión le da un beso sorprendiéndola, sin embargo esta se enoja en un principio al enterarse de que su aparente ingenuidad no es más que una farsa.

Es gracias a él que Shureei puede hacer el examen, ya que pasa muchos días logrando que se admita a las mujeres en los exámenes.
- Seiran: adoptado por Shouka y su esposa a los 13 años (casi a los 14 años), Seiran es en realidad el hermano desaparecido de Ryuuki, es decir, el que debiera ser emperador. Sin embargo, se encuentra a gusto en la familia Ko, y decide ocultar su identidad y llevar una vida tranquila, como escudero de la familia y protector de Shureei, de la que parece estar enamorado aunque nunca lo dice. Más tarde, Seiran se revela ante Ryuuki como su hermano, lo cual genera unas cuantas escenas cómicas porque no quieren contárselo a Shuurei y esta cree que en realidad ellos dos se aman. Seiran posee una espada hermanada de la que lleva el emperador. Desde pequeño se reveló como un gran espadachín y un hermano fiel. (fue el único que trato con bondad a Ryuuki en su difícil niñez.)

- Shouka: Es el padre de Shureei. Antiguamente fue el cabecilla del clan Ko, además de miembro de una banda secreta de asesinos a la orden del emperador "Los Lobos del Viento", orden a la que pertenece también una de las concubinas que ayudan a Shureei en el palacio. Cocina mal, pero es buena persona, y también salva a Shureei unas cuantas veces, aunque en secreto, porque nadie conoce su verdadera identidad.

- Lan Shuuei: Es general del ejército del emperador, y fiel a Ryuuki. pertenece a la familia Ran, la más poderosa de todas junto a la familia Ko. Su mejor amigo es Kouyuu, desde que hicieron juntos el examen de entrada en el ejército.

- Li Kouyuu: Oficial del Servicio Público de Palacio. amigo de Shuuei, tiene muy buena imagen en palacio, además de ser extremadamente inteligente. Sus defectos son un alto nivel de misoginia, por no hablar de su pésimo sentido de la orientación. Su padre adoptivo es hermano de Shouka.

Recibió la propuesta de casarse con Shuurei para quedarse como líder de la familia KOU.
- Shou Taishi: Es uno de los consejeros del emperador. forma parte del equipo de Los Tres Sabios, consejeros de avanzada edad; oculta su verdadera naturaleza, pues es capaz de convertirse en sí mismo rejuvenecido. Algunos piensan que es uno de los iluminados representante de los colores de Saiunkoku. Taishi es quien aconseja contratar a Shureei para que enseñe a Ryuuki a ser un buen emperador.

- Sa Enjun: Es uno de los consejeros del emperador. forma parte del equipo de Los Tres Sabios, consejeros de avanzada edad. Aunque ostenta el título de Taiho traiciona al emperador y secuestra a Shureei, utilizando a su hija adoptiva, amiga y ayudante de Shureei, para envenenarla. La chica, arrepentida, se lo cuenta a Kouyuu, que a su vez se lo cuenta al emperador.

- Kourin: Camarera de Shureei y también su amiga. Debido al amor que le profesa a su padre adoptivo, ayuda a éste a envenenar a Shureei, aunque se arrepiente. Cuando shureei se salva, ella es desterrada a la provincia marrón, pues se siente culpable. Kourin trabaja a las órdenes de una de las concubinas reales, la que trabaja en la banda asesina con Shouka. siente algo por To Eigetsu.

- Shusui: sirvienta y concubina real, que trabaja junto a Kourin. Pertenece a la banda de Shouka, y trabajaba para el antiguo emperador, aunque la banda vuelve a las andadas cuando parece que el nuevo emperador está en peligro. Es muy mala bordando. Y parece estar enamorada de Shouka, el papa de Shuurei.

- Lan Ryuuren: Hermano pequeño de Shuuei, recorre el mundo de Saiunkoku tocando horriblemente su flauta. aunque parece despistado, es tremendamente inteligente y un gran luchador. Se piensa que debido a esa inteligencia, decide alejarse del mundo de palacio para evitar el peligro. Aun así, hace el examen para oficiales para convertirse así en funcionario de palacio. Consigue la segunda mejor nota. Aparte de salvar a Shureei un par de veces, sirve al emperador como mensajero, el único en quien confía para enviar sus más preciados tesoros.

En la historia le manda una propuesta de matrimonio a Shuurei.
- Ki Kijin: Ministro de Finanzas. Oculta su rostro tras una máscara, según la leyenda porque es muy feo (sin embargo se da a entender en capítulos posteriores que él es poseedor de una tremenda belleza que atonta a cualquier persona- esto incluye hombres-). Casi nadie le ha visto sin ella. Cuando Shureei aprueba los exámenes de admisión para ser funcionaria de palacio, empieza a trabajar con Kijin, que se convierte en su aliado.

- Kou Reishin: Ministro de Trabajos Públicos. Es hermano de Shouka, aunque Shureei no lo sabe, porque Reishin lo quiere ocultar. Es el padre adoptivo de Kouyuu, y lo trata fríamente muchas veces porque no quiere ver peligrar su vida y le estima demasiado. Esta en constante competencia con su hermano menor, ya que cuando este le regala algo a Shuurei, Reishin le manda los mismos regalos pero mejorados.

- To Eigetsu: Se convierte en funcionario a los 13 años. Saca la mejor nota, siendo la segunda la de Ran Ryuuren y la tercera la de Shureei. To Eigetsu tiene un problema: si bebe sake se le cambia la personalidad y se convierte en un muchacho adulto peleonero y de mal carácter, aun así, los que le rodean tienden a emborracharle cuando hay problemas, porque el muchacho tiene una descomunal fuerza y grandes habilidades marciales. Se le envía como gobernador de la provincia Sa(Marrón) junto con Shureei. Parece que siente algo por Kourin, la sirvienta de Shureei, aunque su alter ego no la trata muy bien, en cambio la primera vez que lo vemos en esta forma hace todo lo posible por poner a Shureei a salvo (por el cariño de su verdadero yo) pero cuando termina con los malhechores en vez de aceptar el gracias de Shureei quiere que le agradezca con su cuerpo, no pasa a mayores pues justo en ese momento cambia de personalidad.

Fue salvado por un doctor famoso cuando su familia trato de asesinarlo. Le tiene mucho amor a la vida y por una promesa que le hizo a su protector, siempre trata de sonreír.
- Sa Sakujun: Tiene 29 años, dice que todo en su vida es aburrido, pero su cabeza da un giro de 180 grados cuando conoce a Shuurei, el cual se enamora perdidamente de ella a pesar de tener 12 años más que ella. Le confesó su verdadero nombre y la llegó a besar varias veces; Su perversa paranoia disimulada hace que haga un enfrentamiento con Seiran como un juego de ajedrez pero con veneno. Muere debido al envenenamiento que Shuurei ni siquiera se dio cuenta de que llevó a cabo. "Te amo" fue la última palabra que le dijo a Shuurei en persona antes de morir, pero ésta lo abofetea porque no quiere oírlo decir eso para luego morir, Shuurei lo abandona para ir a buscar ayuda e intentar salvarlo, al irse ella, Sakujun pronuncia sus últimas palabras "Shuurei, quería escucharte tocando más el erhu, quería gastar mi tiempo contigo, solo quería hacerte decir que también me amabas, y nunca me llamaste por mi verdadero nombre... Shuu...rei".

De inicio se conocen porque ella quiere comprar un erhu, pero no puede pagarlo, entonces aparece Sa y le promete comprarlo si puede tocar 5 piezas, que son las más difíciles, ella al final lo lograr y hasta regatea el instrumento. Luego ella tiene que viajar y logra que la cofradía de mercaderes le ayude por un sello que Ryuuki le envió por medio de Ryuuren. AL final ella viaja con Sa como una dama de compañía, tocando para el y otras cosas.
Shuurei le encuentra gran parecido con Ryuuki.
- Rou Ensei: Es una persona muy floja según Seiran, con su ayuda en más de una ocasión, Shuurei es salvada, por lo cual se vuelve dependiente de él, cuando Ensei se refiera a Shuurei la llama Princesa.

Antiguamente fue gobernador de la provincia Sa, incluso sin haber pasado los exámenes regionales ni los imperiales.
En la segunda temporada, el descubre sus sentimientos por su princesa.
- Sa Kokujun: Es el tercer hermano menor de Sa Sakujun, es una persona muy inocente, tranquilo no le gusta las peleas. No estaba de acuerdo con las ideas de sus hermanos mayores y de su abuelo, que al enfrentarlo lo encarcelan junto con su padre.

Al final se vuelve el líder de la familia Sa.

## Capítulos
La serie por el momento cuenta con dos temporadas de 39 episodios cada una.

## Listado de capítulos 1° temporada
- Episodio 01 - Palabras melosas, siempre engañosas.
- Episodio 02 - Una rana en su charca no conoce el océano.
- Episodio 03 - El águila astuta oculta sus garras.
- Episodio 04 - Tesoro enterrado no puede ser usado.
- Episodio 05 - Un genio no puede superar a un gran trabajador.
- Episodio 06 - Ausencia del toque final.
- Episodio 07 - Los buenos nadadores también se ahogan.
- Episodio 08 - Tomar prestada la pata de un gato.
- Episodio 09 - Un camino de mil millas empieza con un paso.
- Episodio 10 - Las cosas buenas llegan a aquellos que esperan.
- Episodio 11 ~ No hay cura para el mal de amores
- Episodio 12 ~ Escapar ya es una victoria
- Episodio 13 ~ De una calabaza surge un caballo
- Episodio 14 ~ Tres años en una piedra
- Episodio 15 ~ Los hijos no conocen el corazón de sus padres
- Episodio 16 ~ No hay demonios en este mundo
- Episodio 17 ~ Agitar los arbustos hace salir a las serpientes
- Episodio 18 ~ No expongas tu retaguardia por esconder la cabeza
- Episodio 19 ~ Si amas a tus hijos, envíalos de viaje
- Episodio 20 ~ Las flores crecen de la madera muerta
- Episodio 21 ~ El hombre sabio no juega con el peligro
- Episodio 22 ~ Donde hay vida, hay esperanza
- Episodio 23 ~ Lo importante del viaje son los compañeros; del mundo, la compasión
- Episodio 24 ~ Una completa sorpresa
- Episodio 25 ~ Un parecido casual
- Episodio 26 ~ Cuervos en la noche sin luna
- Episodio 27 ~ Flor en una rama demasiado alta
- Episodio 28 ~ El miedo es peor que el peligro
- Episodio 29 ~ Un día es como mil otoños
- Episodio 30 ~ Las mujeres son todo valor
- Episodio 31 ~ La grulla surge de un montón de basura
- Episodio 32 ~ Las mujeres no retiran su palabra
- Episodio 33 ~ No sirve de nada llorar por la leche derramada
- Episodio 34 ~ Manda a un ladrón a atrapar a otro ladrón
- Episodio 35 ~ Los encuentros son el principio de las despedidas
- Episodio 36 ~ Todo está bien en el mundo
- Episodio 37 ~ Las lágrimas brotan de los ojos como la lluvia de los cielos
- Episodio 38 ~ Aprovecha el día
- Episodio 39 ~ Sólo el destino decide quién se enamora

## Listado de capítulos 2° temporada
- Capítulo 01 ~ No Hay Lugar Como el Hogar.
- Capítulo 02 ~ La Vida sigue sin Importar si Ries o Lloras.
- Capítulo 03 ~ Dios los Cría y Ellos se Juntan.
- Capítulo 04 ~ Si el Invierno Llega… ¿Puede Estar Tan Lejos La Primavera?.
- Capítulo 05 ~ Ama Generosamente.
- Capítulo 06 ~ El Sonido de un Trueno en el Cielo Azul.
- Capítulo 07 ~ El Entusiasmo Penetra en la Piedra.
- Capítulo 08 ~ Intentalo Todo y deja que el Destino Decida.
- Capítulo 09 ~ Un Oasis en el Desierto.
- Capítulo 10 ~ La Persona Esperada Finalmente Llega.
- Capítulo 11 ~ El Esposo Siempre es el Último en Enterarse.
- Capítulo 12 ~ Ver la Justicia Pero No Actuar es Cobardía.
- Capítulo 13 ~ Precipitarse Conduce al Fracaso.
- Capítulo 14 ~ En La Guarida del Tigre.
- Capítulo 15 ~ Una Pizca del Luz y Sombra.
- Capítulo 16 ~ Una Llama en el Viento.
- Capítulo 17 ~ Cuando Caigas, Vuelve a Levantarte.
- Capítulo 18 ~ El Camino Parece Distante de Noche.
- Capítulo 19 ~ No Cuentes Los Pollos Antes de que Rompan el Cascarón.
- Capítulo 20 ~ Todo Esta Perdido Si Se Lo Das A Un Tonto.
- Capítulo 21 ~ De Tal Palo Tal Astilla.
- Capítulo 22 ~ Un Insecto En El Cuerpo De Un León.
- Capítulo 23 ~ La Miseria Ama la Compañía.
- Capítulo 24 ~ Las Buenas Acciones Merecen Recompensa.
- Capítulo 25 ~ Aun en la Adversidad la Juventud es Suficiente Pago.
- Capítulo 26 ~ Hasta el Más Sabio Escapa Cuando Esta Rodeado De Tontos.
- Capítulo 27 ~ Es Mejor Ser Quien Espera Que Ser Esperado.
- Capítulo 28 ~ La Paciencia es Amarga, Pero Sus Frutos Son Dulces.
- Capítulo 29 ~ La Separación Es La Mayor Lealtad.
- Capítulo 30 ~ El Cuerpo De Una Luciérnaga Silenciosa Consumido Por El Amor.
- Capítulo 31 ~ Uno Cosecha Lo Que Siembra.
- Capítulo 32 ~ Una Dolorosa Negación.
- Capítulo 33 ~ La Opinión Cambia Como Las Estaciones.
- Capítulo 34 ~ Más Azul Que El Índigo.
- Capítulo 35 ~ Cruzando Un Puente Peligroso.
- Capítulo 36 ~ La Fortuna Esta Donde La Encuentres
- Capítulo 37 ~ Los Ojos Son El Espejo Del Alma.
- Capítulo 38 ~ Amigos En La Vida Y En La Muerte.
- Capítulo 39 ~ Compañeros Destinados No Pueden Ser Separados.

- Datos: Q699782
- Multimedia: The Story of Saiunkoku / Q699782